# Isodontia costipennis
Isodontia costipennis là một loài côn trùng cánh màng trong họ Sphecidae, thuộc chi Isodontia. Loài này được Spinola miêu tả khoa học đầu tiên năm 1851.